# Louis Ernst Eduard von Borstell
Louis Ernst Eduard von Borstell (* 9. Juli 1812 in Kassel; † 20. Mai 1899 auf Voßhoff) war ein preußischer Generalleutnant.

## Leben

### Herkunft
Seine Eltern waren der General der Kavallerie Karl Heinrich Emil Alexander von Borstell (1778–1856) und dessen Ehefrau Henriette Adelheid, geborene Freiin Oest genannt von Drießen (* 10. September 1783; † 7. März 1853). Sie war eine Tochter des russischen Generalleutnants von Drießen.

### Militärkarriere
Borstell kam am 6. März 1830 als Ulan in das 8. Ulanen-Regiment. Dort wurde er 1831 Unteroffizier und am 14. Oktober 1831 Portepeefähnrich. Am 25. Oktober 1832 avancierte er zum Sekondeleutnant. Vom 16. Oktober 1836 bis zum 30. September 1838 wurde in die Lehr-Eskadron abkommandiert. Nach seiner Rückkehr wurde er vom 1. April 1839 bis zum 12. September 1839 mit 60 Pferden in die Bundesfestung Luxemburg abkommandiert sowie am 1. November 1859 zum Regimentsadjutanten ernannt. Vom 6. Juni bis 10. August 1840 wurde er zur Begleitung des Generals von Borstell nach Stockholm abkommandiert. Kurz vor der Abreise am 9. August 1850 erhielt er vom Schwedischen König den Schwert-Orden verliehen. Am 13. September 1842 kam Borstell in das Garde-Kürassier-Regiment und wurde am 15. März 1845 Premierleutnant. Am 5. November 1846 folgte seine Versetzung in das Garde-Dragoner-Regiment, wo Borstell am 26. Oktober 1847 Rittmeister und Eskadronchef wurde. Am 16. Juli 1857 stieg er zum Major auf, wurde am 15. April 1856 etatsmäßiger Stabsoffizier und am 18. Mai 1858 zum Kommandeur des 8. Kürassier-Regiments ernannt. Am 2. Januar 1859 wurde er als Kommandeur in das Garde-Dragoner-Regiment zurückversetzt und dort am 1. Mai 1859 zum Oberstleutnant sowie am 28. Oktober 1861 zum Oberst befördert. Für seine Leistungen in der Truppenführung erhielt Borstell am 18. Januar 1863 den Roten Adlerorden III. Klasse mit Schleife und wurde am 29. Januar 1863 unter Stellung à la suite seines Regiments mit der Führung der 11. Kavallerie-Brigade beauftragt. Am 17. März 1863 folgte seine Ernennung zum Kommandeur dieses Großverbandes. In dieser Eigenschaft wurde Borstell am 18. Juni 1865 zum Generalmajor befördert. Während des Krieges gegen Österreich nahm er 1866 an der Schlacht bei Königgrätz teil und kämpfte im Gefecht bei Tobitschau. Am 20. September 1866 erhielt Borstell den Kronenorden II. Klasse mit Schwertern. Am 14. Juni 1867 wurde er dann unter Verleihung des Charakters als Generalleutnant zur Disposition gestellt.

### Familie
Borstell heiratete am 9. September 1851 in Stralsund Karoline Marianne von Lambert (* 28. Dezember 1808), verwitwete Gräfin von Kesselstatt. Sie wurde in Delph in Ungarn geboren und war die Tochter des Hauptmanns Michael Anton von Lambert.